# Sphenoraia rutilans
Sphenoraia rutilans es una especie de insecto coleóptero de la familia Chrysomelidae.
Fue descrita científicamente en 1831 por Hope.